# 과테말라의 로마 가톨릭 교구 목록
과테말라의 로마 가톨릭 교구는 2개 관구에 2개 관구장좌 대교구와 11개 일반교구가 속하며 교황 직속에 1개 성직자치구와 준교구인 2개 대목구가 있다.

## 교구

### 과테말라 관구(province of Guatemala)
- 과테말라 관구장좌 대교구( Archdiocese of Guatemala)
- 에스쿠인틀라 교구(Diocese of Escuintla)]
- 잘라파 교구(Diocese of Jalapa)
- 산타로사데리마 교구( Diocese of Santa Rosa de Lima)
- 베라파스,코반 교구( Diocese of Verapaz, Cobán)
- 사카파이산토크리스토데에스쿠이플라스 교구( Diocese of Zacapa y Santo Cristo de Esquipulas)
- 산 프란치스꼬 데 아시스 데 쥬티아파 교구(Diocese of San Francisco de Asís de Jutiapa)

### 로스알토스 퀘트살테낭고-토토니카판 관구(province of Los Altos Quetzaltenango-Totonicapán)
- 로스알토스퀘트살테낭고-토토니카판 관구장좌 대교구( Archdiocese of Los Altos Quetzaltenango-Totonicapán)
- 우에우에테낭고 교구( Diocese of Huehuetenango)
- 키체 교구( Diocese of Quiché)
- 산마르코스 교구( Diocese of San Marcos)
- 솔롤라-치말테낭고 교구( Diocese of Sololá-Chimaltenango)
- 수취테페쿠에즈-레탈울레우 교구( Diocese of Suchitepéquez-Retalhuleu)

### 교황 직속
- 산토크리스토데에스쿠이플라스 성직자치구( Territorial Prelature of Santo Cristo de Esquípulas)
- 엘페텐 대목구( Apostolic Vicariate of El Petén)
- 이사발 대목구( Apostolic Vicariate of Izabal)